# Partito Nazionale Progressista
Il Partito Nazionale Progressista (in inglese Progressive National Party) è un partito politico di Turks e Caicos fondato nel 1976, attualmente guidato da Washington Misick.
Alle elezioni legislative del 2003, il partito ha vinto 6 seggi su 13. Ha vinto due seggi in più alle elezioni suppletive del 7 agosto 2003, portando il partito al potere. Nelle elezioni del 9 febbraio 2007 il partito ha vinto 13 seggi su 15. I loro avversari alle elezioni del 2016 erano il Movimento Democratico del Popolo e il Progressive Democratic Alliance.

## Risultati elettorali
| Elezione          | Voti  | % | Seggi   |
| ----------------- | ----- | - | ------- |
| Parlamentari 1976 | 1.008 |   | 1 / 11  |
| Parlamentari 1980 | 1.724 |   | 8 / 11  |
| Parlamentari 1984 | 1.965 |   | 8 / 11  |
| Parlamentari 1988 | 2.727 |   | 2 / 13  |
| Parlamentari 1991 | 4.834 |   | 8 / 13  |
| Parlamentari 1995 | 1.887 |   | 4 / 13  |
| Parlamentari 1999 | 1.849 |   | 4 / 13  |
| Parlamentari 2003 | 2.725 |   | 7 / 13  |
| Parlamentari 2007 | 3.609 |   | 13 / 15 |
| Parlamentari 2012 | 2.833 |   | 8 / 15  |
| Parlamentari 2016 | 2.645 |   | 5 / 15  |
| Parlamentari 2021 | 3.572 |   | 14 / 15 |